# Nikolaj Bodurov
Nikolay Bodurov (bulharsky: Николай Бодуров; * 30. května 1986) je bulharský fotbalista hrající na postu obránce, který v současnosti působí v bulharském klubu Pirin Blagoevgrad.